# Кринички (Крыжопольский район)
Кринички (укр. Кринички) — село на Украине, находится в Крыжопольском районе Винницкой области.
Код КОАТУУ — 0521980205. Население по переписи 2001 года составляет 111 человек. Почтовый индекс — 24611. Телефонный код — 4340.
Занимает площадь 0,555 км².

## История
В 1946 году указом ПВС УССР село Каэтановка переименовано в Кринички.

## Адрес местного совета
24611, Винницкая область, Крыжопольский р-н, с. Андрияшевка, ул. Шевченко, 1